# Секст Помпей Коллега
Секст Помпе́й Колле́га (лат. Sextus Pompeius Collega; ? — після 100) — політичний і державний діяч часів Римської імперії, ординарний консул 93 року.

## Життєпис
Походив з роду Помпеїв. Син Гнея Помпея Коллеги, консула-суффекта 71 року.
Разом з батьком користувався довірою імператорів з династії Флавіїв. Про роки проходження державних щаблів немає відомостей. Про довірливі стосунки з імператором Доміціаном свідчить факт призначення у 93 році Секста Помпея на посаду ординарного консула разом з Квінтом Педуцеєм Присціном, що зазвичай було рідкістю.
У 100 році брав участь у судовому засідання римського сенату, на якому розглядалося питання хабарництва і здирництва колишнього африканського проконсула Марія Приска та хабарника Флавія Мартина. Під час дискусій щодо вироку Коллега запропонував м'який присуд: повернення хабара (700 тисяч сестерціїв), отриманого Марієм, до державної скарбниці та вигнання Флавія Мартина на 5 років. Втім, сенат відкинув цю пропозицію.
З того часу про подальшу долю Секста Помпея Коллегі згадок немає.

## Родина
Можливо, його сином був Квінт Помпей Фалькон, консул-суфект 108 року.